# ハイチゴザサ
ハイチゴザサ Isachne nipponensis はイネ科の植物の1つ。木陰の湿地を這うごく小さな植物である。

## 特徴
地を這う小型の多年生草本。主となる茎は地表を這い、節ごとに根を出す。更にその節ごとに直立する茎を出し、その高さは5-10cmになる。全体に毛がなく、ざらつくこともない。葉身は長楕円形から広披針形で、長さ10-30mm、幅は4-8mm、質は薄くて縁は多少とも波打っており、白く縁取りがあるように見える。顕微鏡下で観察すると、縁に微細な葉が並んでいる。葉の表裏面、共に立った毛がまばらに生えている。葉鞘は長さ7-15mmで、これは茎の節の間より短い。その縁には白い毛が並んで生え、葉舌は発達せず、白い毛の列となっている。
花期は9-10月。花序は円錐形で長さ1.5-5cm。花序は茎の先端と葉腋から出るが、柄が短いので抜き出て目立つことはない。枝は糸状に細く、ほとんどざらつかず、それぞれに1-5個の小穂をつける。小穂の柄に腺体はない。小穂は長楕円形で淡緑色、長さ1.5mm程度。ほぼ同形の2小花を含む。包穎は小穂とほぼ同長で3-7の脈があり、縁は膜質。背面上部には長い毛がまばらにあり、その基部は膨らんでいる。護穎は果実を包んで内穎の縁を抱え、背面にはまばらに短い毛がある。護穎と内穎はやや厚手で革質。

## 分布と生育環境
関東以南の本州から四国、九州と琉球列島に分布し、国外では朝鮮南部から知られる。本種は最初和歌山県新宮市の標本で記載されたものである。なお琉球列島での分布は限定的で、後述のアツバハイチゴザサの方が広く見られるようである。

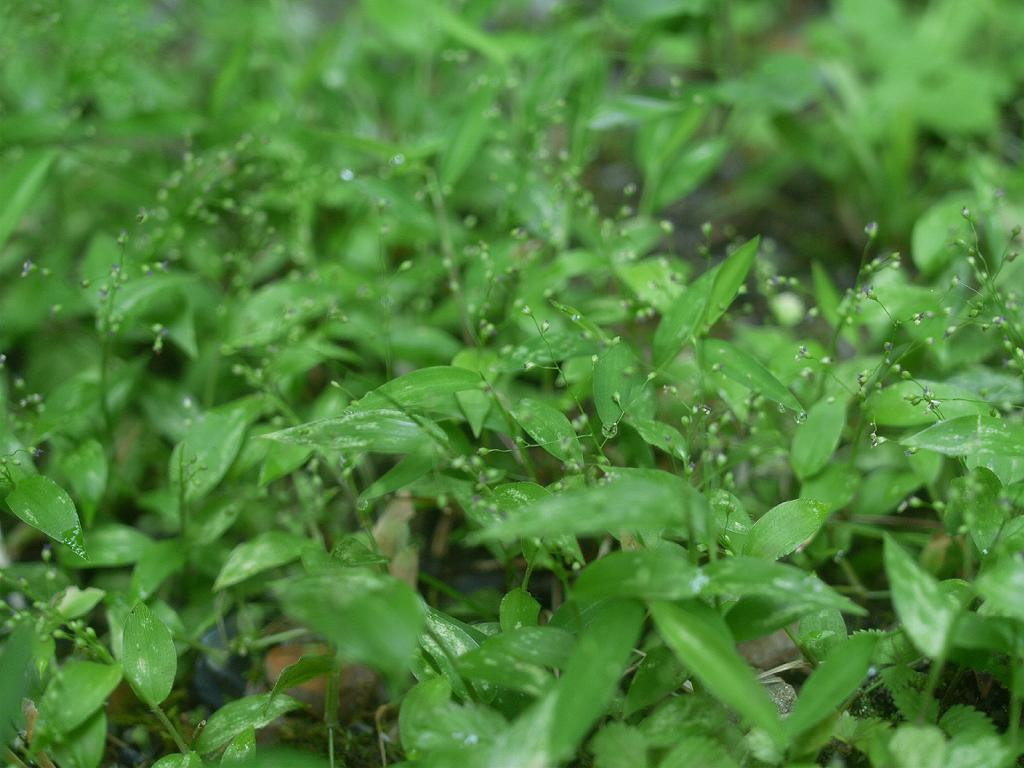
密生した群落の様子

森林内の湿地に見られる。マット状の群落を作りやすい。

## 近似種など
日本では同属のものとしてはチゴザサ I. globosa が普通で、湿地や水田などに普通に見られるが、この種は茎が直立して背丈が30-60cmになり、本種と混同することはまずない。
よく似たものとしてアツバハイチゴザサ I. kunthiana がある。やはり這う種であるが、全体に一回り大きく、小穂も2mmと大きい。また葉質が厚い。ただしその分布は琉球列島で、九州南部の記録はあるが疑問もある。
別属であるがやや似たものにヒナザサ Coelachne japonica がある。一年生の草本で、やはり地表をはい、円錐花序に4-25個程度の小穂をつける。外見的には小穂の柄が短いこと、明確な区別点としては小穂が小花を1個しか含まないか、または1個の両性花と1個の雄花を含み、いずれにせよ果実が1個しか付かない点が挙げられる。
葉や草姿の印象から言えば、むしろチヂミザサにも似ている。もちろん穂が出ていれば見間違えようはない。

## 保護の状況
環境省のレッドデータブックには取り上げられていないが、各県では関東地方と沖縄などで取り上げられている。分布の端に当たるためと思われる。